# Хоккеисты (фильм)
«Хоккеисты» — советский художественный фильм 1964 года режиссёра Рафаила Гольдина, спортивная драма.

## Сюжет
Московская хоккейная команда «Ракета» — один из лидеров чемпионата страны. Она выигрывает почти все матчи и уверенно возглавляет турнирную таблицу на пути к чемпионскому званию. Однако не всё так гладко в команде. Микроклимат в коллективе очень напряжён, и виной тому новый тренер Лашков. Он — сторонник игры на результат, «победы любой ценой». В основном Лашков делает ставку на молодёжь, считая, что лидеры команды — тройка нападения во главе с капитаном Анатолием Дугановым — уже бесперспективна, и им пора заканчивать с хоккеем. Тридцатилетний Дуганов, знаменитый и опытный игрок, решает бороться за спортивное долголетие «стариков». Он открыто высказывает недовольство игровой концепцией Лашкова, считая, что хоккей — прежде всего игра, победа любой ценой не должна быть самоцелью.
На этом фоне в команде нарастают внутренние противоречия. Молодые игроки и ветераны относятся друг к другу с недоверием, и всё это не может не отразиться на игре команды. Между тем подходит время решающего матча с белогорским «Металлистом». Турнирная ситуация такова, что «Ракете» достаточно сыграть вничью, чтобы завоевать звание чемпиона. Однако незадолго до матча Дуганов публикует газетную статью, в которой выплёскивает все свои мысли по поводу отношения к ветеранам и игры «Ракеты», подвергая Лашкова и его концепцию критике. Это вызывает резкое недовольство тренера, который перед игрой снимает с Дуганова звание капитана и принимает решение не выпускать всю его тройку на решающий матч. Другие хоккеисты «Ракеты», за исключением партнёров Дуганова по звену, поддерживают Лашкова.
«Ракета» начинает игру в две тройки. Поначалу всё складывается для команды хорошо — 2:0 после первого периода. Однако во втором периоде происходит непредвиденное: получив большинство после удаления игрока «Металлиста», «Ракета» пропускает гол в свои ворота. Это становится переломным моментом матча, после которого «Металлист» забивает ещё три безответных шайбы. В начале третьего периода счёт становится уже 2:5 и «Ракете» едва ли удастся отыграться. Лашков между тем упрямо не выпускает свою лучшую тройку, играя в два звена. Команда деморализована, к тому же из-за частых смен игроки очень сильно устают. Это приводит к тому, что один из молодых игроков после столкновения с соперником теряет сознание и продолжать игру не может. Лашков всё-таки даёт добро на выход тройки Дуганова. И трио ветеранов показывает всё, на что способно. Вся «Ракета» воспряла духом и, ведомая своими лидерами, организовала настоящий штурм ворот «Металлиста», на последних секундах сравняв счёт — 5:5.
В конце фильма в раздевалке показана совершенно другая, дружная, команда, вновь сплочённая благодаря ветеранам. В финальной сцене радостный Лашков заходит в раздевалку команды, но хоккеисты демонстрируют своё презрение тренеру, который чуть было не привёл команду к катастрофе.

## В ролях
- Николай Рыбников — Василий Ефремович Лашков, старший тренер «Ракеты»
- Вячеслав Шалевич — Анатолий Дуганов
- Георгий Жжёнов — Андрей Прокофьевич Сперантов, старший тренер «Металлиста»
- Эльза Леждей — Майя, жена Дуганова
- Михаил Глузский — Сергей Валерьянович Ильин, председатель спортивного общества «Ракета»
- Люсьена Овчинникова — Надя, жена Кудрича
- Евгений Шутов — Христофор Иванович, второй тренер «Ракеты»
- Геннадий Юхтин — Пётр Кудрич
- Владимир Ивашов — Герман Морозов, спортивный журналист
- Алексей Гурышев — Иван Самсонов
- Николай Озеров — комментатор, камео
- Лев Дуров — надоедливый болельщик
- Александр Орлов — Владимир Введенский
- Кир Булычёв — скульптор
- Василий Донской — хоккейный арбитр, камео
- Нина Шаборкина — диктор, камео

## Съёмочная группа
- Автор сценария: Юрий Трифонов
- Режиссёр-постановщик: Рафаил Гольдин
- Художник: Алексей Пархоменко
- Художник по костюмам: Валентин Перелётов
- Оператор: Тимофей Лебешев
- Композитор: Леонид Афанасьев
- Монтаж: Раиса Новикова
- Консультанты: Аркадий Чернышёв, Виктор Тихонов

Тройка Дуганова в фильме помимо самого Дуганова включает Петра Кудрича (актёр Геннадий Юхтин) и Ивана Самсонова (центральный нападающий — актёр Алексей Гурышев). На трибунах среди зрителей финального матча между «Ракетой» и «Металлистом» можно заметить космонавта Юрия Гагарина. Песню «Синий лёд» (музыка Леонида Афанасьева, стихи Сергея Гребенникова и Николая Добронравова) исполнил в фильме Лев Барашков.